# 道明群礁

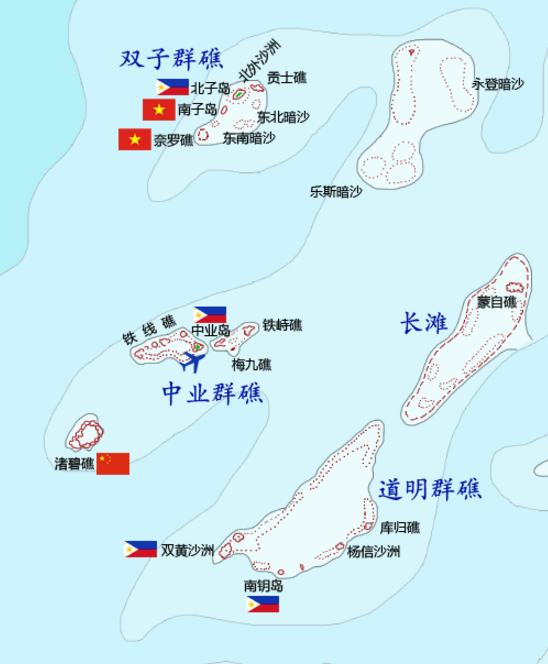

道明群礁（Loaita Bank），位于中业群礁东南，及中业群礁与郑和群礁之间，为南沙群岛中洲、岛、门、礁齐全的大环礁。为纪念明初经营三佛齐的梁道明归顺有功而命名。

## 历史
- 1935年中国的公布名称为罗湾岛。
- 1947年和1983年中国的公布名称为道明群礁。有外文图书称其为Loai-ta Bank and Reefs[1]。

## 地质地形
该滩形似弓形呈中间宽两端小，东北一西南走向，长38.7km，宽12.9km，水深60-80m。自东北至西南分布着双黄沙洲、南钥岛、杨信沙洲、库归礁等。

## 地理坐标
北纬10度40-57分，东经114度19-37分海域内